# 영광정보산업고등학교
영광정보산업고등학교는 전라남도 영광군 군남면에 있었던 공립 고등학교이다.

## 학교 연혁
- 1968년 3월 5일 : 영광실업고등학교로 개교
- 1972년 7월 25일 : 군남종합고등학교로 변경
- 1994년 3월 1일 : 영광군남상업고등학교로 변경
- 1999년 9월 1일 : 영광정보산업고등학교로 변경
- 2014년 3월 1일 : 폐교 및 영광공업고등학교와 통합[1], 46년만에 폐업

## 같이 보기
- 영광군남중학교